# Wolfgang de Beer
Wolfgang Teddy De Beer (ur. 2 stycznia 1964 w Dinslaken, zm. 30 grudnia 2024) – niemiecki piłkarz występujący na pozycji bramkarza; były trener bramkarzy w Borussii Dortmund.

## Kariera piłkarska
Karierę rozpoczynał w jednym z młodzieżowych klubów piłkarskich Westfalii – TV Jahn Hiesfeld. Jego talent został dość szybko dostrzeżony przez scoutów MSV Duisburg i już latem 1981 roku trafił do tego klubu. W tym samym roku zadebiutował w Bundeslidze w spotkaniu z Werderem Brema. Puścił w nim 5 bramek i nie zagrał już do końca sezonu. Niedługo później karierę skończył legendarny bramkarz klubu z Duisburga Gerhard Heinze. Jego miejsce między słupkami bramki zajął najpierw Heribert Macherey, a później Wolfgang. Słaba gra Duisburga umożliwiała wykazanie się umiejętnościami 21-letniego gracza, więc nie dziwi, że latem dostał propozycje z kilku klubów Bundesligi. Trafił w końcu do Borussii Dortmund, w której zastąpił znakomitego Eike Immela. W ciągu kolejnych 6 lat zagrał w 172 ligowych spotkaniach ligowych. Wraz z przyjściem do klubu Ottmara Hitzfelda stracił miejsce w składzie. Zastąpił go Stefan Klos, do dziś uznawany za najlepszego bramkarza BVB wszech czasów.
Teddy zasiadł na ławce rezerwowej klubu z Westfalenstadion. Przez kolejne 10 lat był zmiennikiem najpierw Stefana Klosa, a później Jensa Lehmanna. Zdobył w tym czasie wszystko o czym mogą marzyć piłkarze – mistrzostwo, wicemistrzostwo i puchar kraju, puchar Interkontynentalny, Puchar Ligi Mistrzów. Po zakończeniu kariery piłkarskiej De Beer zajął się szkoleniem swoich następców w bramce drużyny z Zagłębia Ruhry.

## Kariera trenerska
Pod koniec lat 90. XX wieku uczył się w szkole trenerskiej. Ukończył ją ze znakomitymi wynikami i został trenerem pierwszej klasy (w 2001 roku). Jego były klub zaproponował mu posadę trenera bramkarzy, którą Teddy przyjął. To on odkrył talent Romana Weidenfellera i sprowadził 22-latka na Westfalenstadion. Mieszkał w rodzinnym Dinslaken, skąd dojeżdżał codziennie do Dortmundu.

## Osiągnięcia
- Triumfator Ligi Mistrzów (1997)
- Finalista Pucharu UEFA (1993)
- Puchar Niemiec (1989)
- Mistrzostwo Niemiec (1995, 1996)
- Wicemistrzostwo Niemiec (1992).
- Puchar Interkontynentalny (1997)